# 과대성
과대성(grandiosity)은 심리학에서 비현실적이고 개인의 능력에 기반을 두지 않은 우월성(superiority), 유일성(uniqueness), 비취약성(invulnerability)에 대한 인지를 말한다. 자기 믿음에 대한 과다한 믿음, 소수의 타인만이 자신과 같다는 믿음, 그리고 소수의 아주 특별한 이들만이 자신을 이해할 수 있다는 믿음을 특성으로 한다. 과대성의 인격 특질(personality trait)은 자기애성 인격장애(narcissistic personality disorder, NPD)와 관련 있지만, 또한 반사회적 인격장애(antisocial personality disorder), 양극성장애(bipolar disorder)의 조증삽화(manic episode) 혹은 경조증삽화(hypomanic episode)의 발생과 발현의 특징이기도 하다.

## 측정
과대성 측정 목적으로만 사용하는 척도가 조금 있지만, 최근에 사용되는 것을 자기애적 과대성 척도(Narcissistic Grandiosity Scale, NGS)이다. 이는 피험자가 '우월하다(superior)'나 '영광스럽다(glorious)'와 같은 단어가 자기 자신에게 적용할 수 있는지를 가리키는 형용사 평가척도(rating scale)이다.
또한 과대성은 DSM-5 인격 측정(the Personality Assessment for DSM-5, PID-5), 정신질환 체크리스트 수정판(Psychopathy Checklist-Revised), 자기애성 인격장애 진단 인터뷰와 같은 다른 테스트로서도 측정된다. 예를 들어, 자기애자 진단 인터뷰(Diagnostic Interview for Narcissism, DIN)이 제시하는 과대성 부분에는 다음과 같이 작성되어 있다.
1. 재능, 능력, 성취를 비현실적으로 과장한다.
2. 비취약성(invulnerability, 자신이 불사신이라는 생각)을 믿거나 자신의 한계를 인정하지 않는다.
3. 과대환상(grandiose fantasy)이 있다.
4. 타인이 필요 없다고 믿는다.
5. 타인의 계획, 진술, 꿈을 비현실적으로 과대평가하거나 비하한다.
6. 자신이 타인에 비해 유일하거나 특별하다고 본다.
7. 자신이 타인보다 더 우월하다고 본다.
8. 자기중심적 혹은 자기참조적으로 행동한다.
9. 자화자찬하거나 자기과시를 한다.

## 자기애
과대 나르시시즘(Grandiose narcissism)은 과대성을 주요 특징으로 보이는 나르시시즘의 하위 유형으로, 지배(dominance), 관심추구(attention-seeking), 자격부여(entitlement), 조종(manipulation) 등 다른 대리적 적대적 특질에 추가되어 보인다. "자기애적 과대성(narcissistic grandiosity)"이 과대성 나르시시즘(grandiose narcissism)의 동의어로 사용되기도 하고, 다른 때에는 이 항목(우월감)의 주제를 말하는데 사용되기도 하는 혼동을 보이기도 한다.

## 조증
조증(mania)에서, 과대성은 나르시시즘보다 더 활동적이고 공격적이다. 조증 성격은 미래의 성취를 자랑한다.:421 혹은 개인적 자질을 과장한다.:413 & notes
또한 이들은 자기 수준을 알기 전에는 비현실적으로 지나치게 야심찬 일을 시작하기도 한다.

## 정신병
과대성은 해어 정신병 체크리스트 수정판(Hare Psychopathy Checklist-Revised) 일명 PCL-R에서 '국면 1(개인간)(Facet 1 (Interpersonal))'의 '요인 1(Factor 1)'로 분류되어 있다. 이러한 기준에 부합하는 사람은 공격적이고 자화자찬을 하는 성격이자 자신의 미래에 대하여 비현실적으로 낙천적이다. 미국정신의학협회(American Psychiatric Association, APA)의 DSM-5 역시 반사회적 인격장애 환자 역시 자만한 자아상(self-image)을 보이고 과도하게 자기가 중요하다고 생각하며, 완고하고 건방진 모습을 보이고 타인을 업신여기기도 할 수 있다고 명시한다.

## 여타 변수와의 관계
과대성은 긍정/적응(positive/adaptive)과 부정/부적응(negative/maladaptive) 결과 모두와 관련되어 있어, 과대성이 반드시 병리적인 것인지에 대하여 의문을 제기하는 연구자들도 있다.

### 긍정/적응
과대성은 자존심과의 다소 강력한 정적 연관관계를 보이며, 혼재변수(confounding variable)를 제어하면 규모가 더욱 커진다. 자평적 우월성(self-rated superiority)과 정비례하며 역으로 자평적 무가치성(self-rated worthlessness)과 반비례한다. 또한 다수의 다른 변수와도 연관되어 있는데(종종 자존심을 제어할 때), 이 변수에는 긍정적 정동(positive affect), 낙천적 성격, 삶에 대한 만족, 행동 활성계 기능(behavioural activation system functioning), 모든 정서적 회복능력(emotional resilience)이 포함된다. It also correlates positively with adaptive narcissism, namely authoritativeness, charisma, self-assurance and ambitiousness. 게다가 우울, 불안, 비관주의, 내성적 성격과는 부적(負的) 관계를 보인다. 과대성은 지능과 성취와는 약간의 정비례를 보인다.

### 부정/부적응
과대성은 신체적 언어적 공격성, 재정적, 사회적, 성적으로 위험을 무릅쓰거나 경쟁적인 것과 연관되어 있다. 또한 자격 부여나 사람과 사람간의 착취와 같은 부적응적 자기애적 특성과도 믿을만한 연관성이 있다. 그러나 착취에 대하여 통제를 가하면 과대성은 거짓말이나 부정행위, 절도 등과같은 비도덕적 행위와도 연관되어 있다. 과대성은 합리화된 부정행위와 관련되어 있는 것으로 보이며(부정 행위 이외에 다른 것으로 이해되는 행동을 허락하는 우발적 부정행위), 깊은 부정행위(즉 규칙 위반과 부정행위와 같은 고의성)는 아니다.

## 같이 보기
- 과대망상
- 망상